# Oldřich Vodseďálek
Oldřich Vodseďálek (13. října 1910, Stanový – 11. června 1982, ?) byl český malíř a protikomunistický odbojář souzený v procesu Lampa Václav a spol.

## Životopis

### Mládí a studia
Oldřich Vodseďálek se narodil 13. října 1910 v domě čp. 41 do rodiny tkalcovského mistra Oldřicha Vodseďálka staršího a jeho ženy Jitky, rozené Netukové. Absolvoval městskou školu ve Vysokém nad Jizerou a poté se vyučil knihařem u Josefa Mařatky. Po absolvování vojenské služby nastoupil na Uměleckoprůmyslovou školu v Praze, kde se seznámil s Adolfem Kašparem. Také se jako saxofonista zapojil do vysocké kapely Dancing melody band, která hrála až do roku 1938.

### Nacistická okupace
Během nacistické okupace vystavoval Vodseďálek své malby v Lipsku, kde také studoval Státní grafickou školu, ze které byl však roku 1943 pro národnostní důvody vyloučen. Současně pak spolupracoval se spisovateli (Václav Lukáš, Antal Stašek, Jan Filip...), kterým ilustroval knihy.

### Druhý odboj a vězení
Po konci druhé světové války ilustroval knihu Ladislava Šímy o vyhlazení Ležáků. Zároveň si také koupil dům čp. 99 v Křešicích na Litoměřicku. Od roku 1945 byl členem ČSNS v Jindřichově Hradci, avšak stále žil v Krkonoších ve Staré Vsi, kde se věnoval umění. Po nástupu komunistické totality poskytoval úkryt Josefu Zemanovi, agentu-převaděči a dlouholetému příteli. Také mu spolu s dalšími lidmi zprostředkovával kontakt s manželkou a obstarával spojení se zahraničním odbojem prostřednictvím mrtvé schránky. Skupina byla však odhalena a Vodseďálek zatčen 31. ledna 1952. Byl přesunut do vazby v Liberci a ve dnech 8.–10. července 1952 souzen ve vykonstruovaném procesu Lampa Václav a spol.. Oldřich Vodseďálek byl odsouzen pro trestné činy velezrady a vyzvědačství k 25 letům těžkého žaláře, konfiskaci veškerého majetku a odnětí občanských práv na dobu deseti let. Trest odnětí svobody vykonával ve věznici Valdice a Leopoldov, kde stále maloval. Nakonec byl propuštěn během amnestie v roce 1960.
Následně pracoval v národním podniku Okula v Desné. I nadále se věnoval výtvarnému umění, v 60. a 70. letech nakreslil mnoho obrazů krkonošských krajinek. Zemřel 11. června 1982, zpopelněn byl o týden později v semilském krematoriu.

## Dílo
Oldřich Vodseďálek se věnoval zejména malbám Krkonošské přírody a Jizerských hor. Kreslil ale také portréty či obyčejná venkovská zátiší.